# Parque Olímpico do Rio de Janeiro
Parque Olímpico do Rio de Janeiro é um complexo esportivo e de lazer, construído para os Jogos Olímpicos e Paralímpicos de Verão de 2016, localizado na Barra Olímpica, na Zona Oeste do Rio de Janeiro. Nele estão situadas as três Arenas Cariocas, o Centro Olímpico de Tênis, o Velódromo, a Farmasi Arena (originalmente Arena Olímpica) e o Parque Aquático Maria Lenk, além de dois hotéis da rede Marriott, prédios que abrigaram o Centro Internacional de Transmissão e o Centro Principal de Mídia e o Terminal Centro Olímpico. O Parque Olímpico também abrigou as estruturas temporárias do Estádio Aquático Olímpico e da Arena do Futuro.
Após os Jogos Olímpicos e Paralímpicos, áreas de lazer, jardins e o "Muro dos Campeões" foram construídos no grande espaço de circulação no centro do parque, conhecido como Via Olímpica. Esta área virou um parque público, aberto em janeiro de 2017, e abrigou as edições de 2017, 2019, 2022 e 2024 do festival Rock in Rio.
Futuramente, o lado leste do parque abrigará o Centro Olímpico de Treinamento, formado por algumas das arenas e também um alojamento e uma pista de atletismo, que ainda serão construídos. No lado oeste, serão erguidos prédios comerciais e residenciais, transformando a região do parque num mini-bairro.
O parque, com 118 hectares de área, foi construído sobre o antigo Autódromo Internacional Nelson Piquet, que já havia sido modificado anteriormente para a criação da Cidade dos Esportes para os Jogos Pan-Americanos de 2007. A construção teve início em 2012 e durou quatro anos.
Em 15 de maio de 2024, a Prefeitura do Rio de Janeiro inaugurou o Parque Rita Lee, em parte do Parque Olímpico, com uma área de 136 mil metros quadrados.

## Localização
O Parque Olímpico está localizado no Cabo Pombeba, uma formação geográfica triangular que avança sobre a Lagoa de Jacarepaguá, no bairro da Barra Olímpica, Zona Oeste do Rio de Janeiro. Ao norte, o único lado não banhado pela lagoa, o parque é margeado pela Avenida Embaixador Abelardo Bueno. Sua extremidade noroeste é cortada pelo Rio dos Passarinhos, que separa o Terminal Centro Olímpico do restante do parque. A oeste, ele faz divisa com a comunidade da Vila Autódromo, a leste, ele faz divisa com a Vila Residencial Aeronáutica da Barra da Tijuca, a única área do Cabo Pombeba alheia ao parque. A extremidade sul do parque fica a apenas 3 300 metros de distância do Oceano Atlântico.

## História

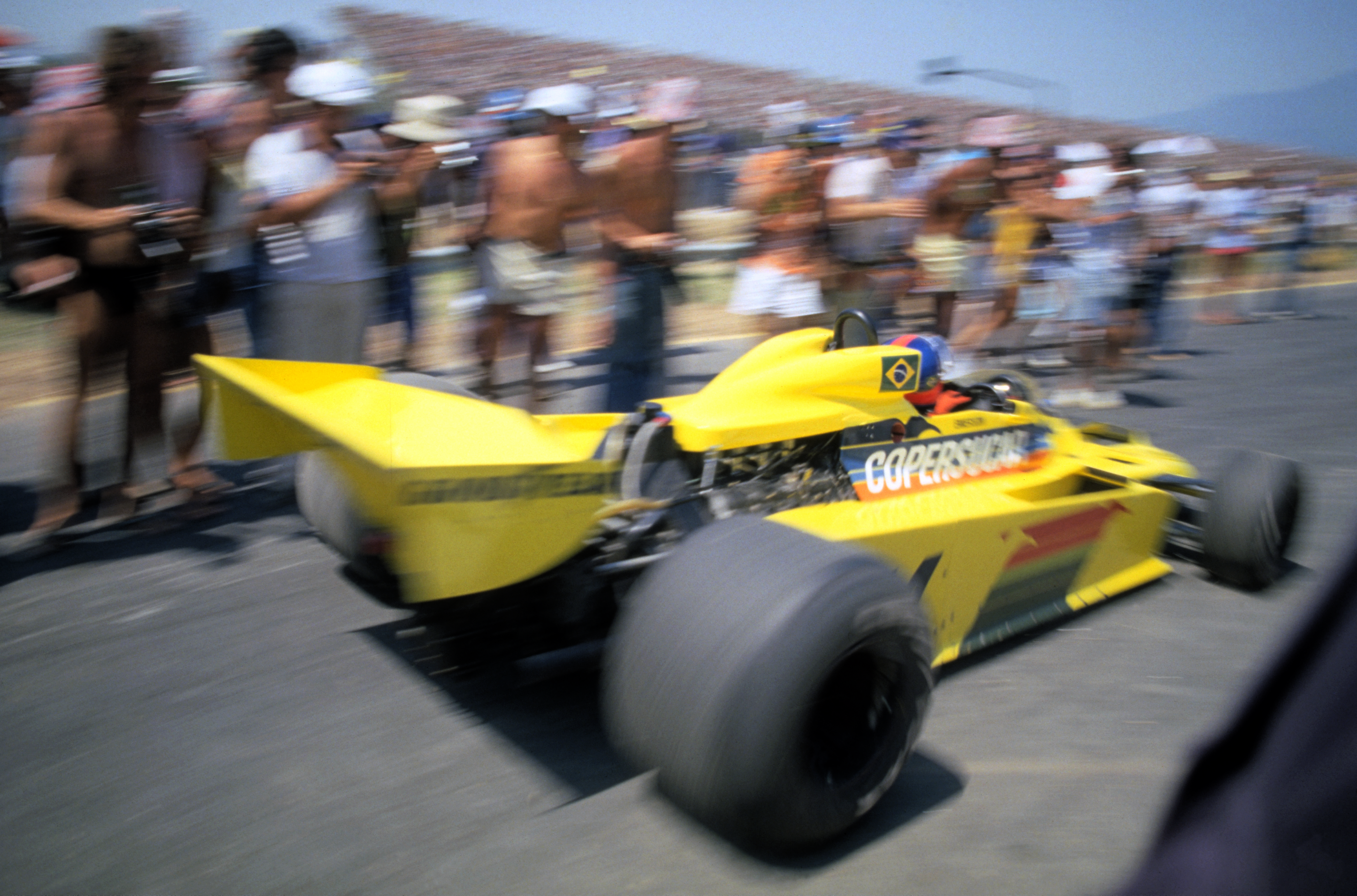
Emerson Fittipaldi entrando nos boxes durante o Grande Prêmio do Brasil de 1978, o primeiro a ser realizado no então Autódromo de Jacarepaguá, em 29 de janeiro de 1978

A área onde hoje fica o Parque Olímpico foi ocupada pela primeira vez em 1966, quando foi inaugurado o Autódromo Nova Caledônia. No final da década de 1970, o autódromo foi reformado e expandido para receber a Fórmula 1, passando a se chamar Autódromo de Jacarepaguá. O novo autódromo, inaugurado em 1977, sediou seu primeiro Grande Prêmio de Fórmula 1 em janeiro de 1978, e acabaria sediando outros nove, entre 1981 e 1989. Além da Fórmula 1, o autódromo também foi palco de corridas de MotoGP, Fórmula Indy e Stock Car. Em 1988, o autódromo passou a se chamar Autódromo Internacional Nelson Piquet.

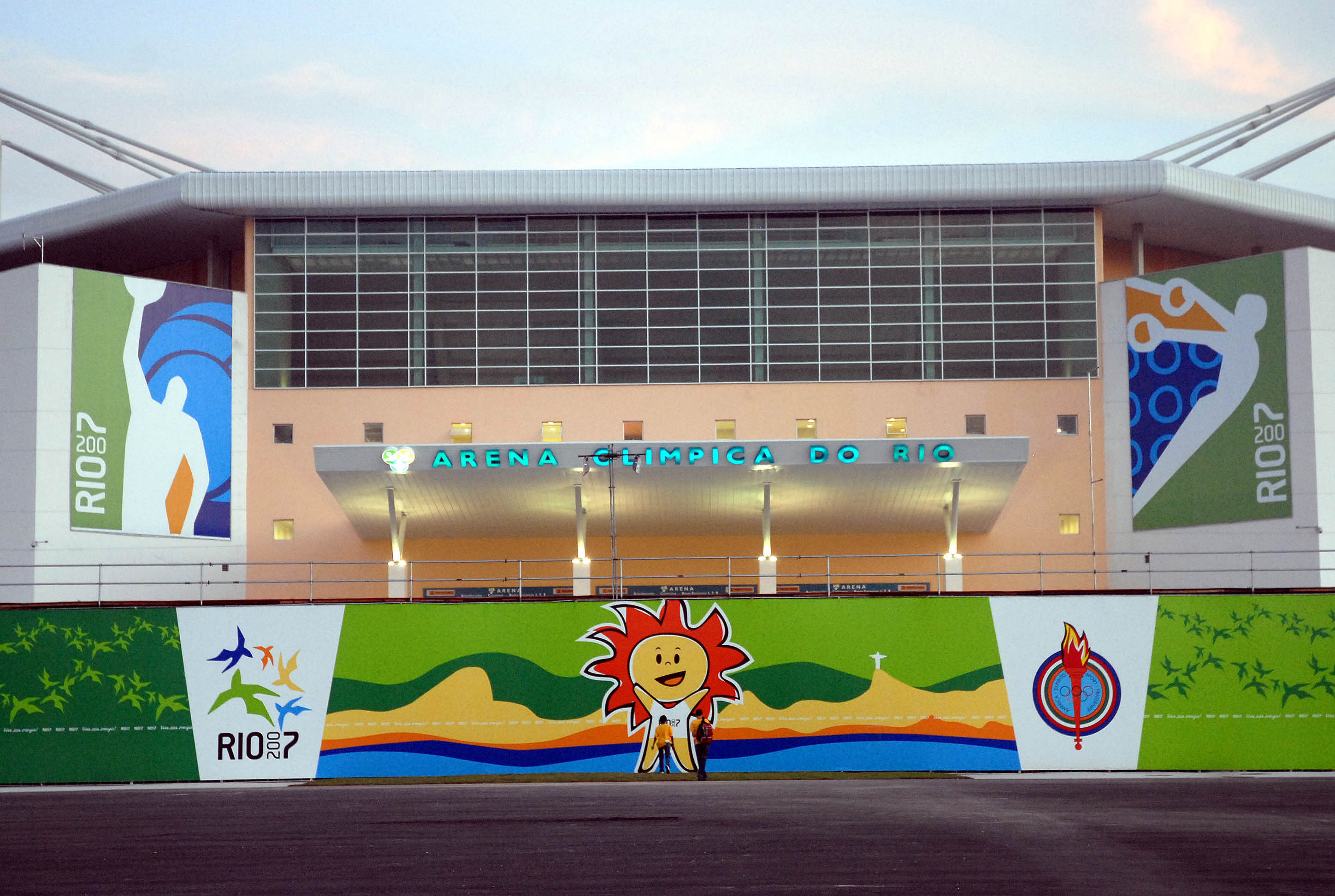
Arena Olímpica do Rio durante os Jogos Pan-Americanos de 2007

Três décadas após a abertura do autódromo, foram feitas as primeiras grandes intervenções em seu terreno. Para sediar os Jogos Pan-Americanos de 2007, a Prefeitura do Rio construiu 3 arenas dentro ou ao lado do circuito, dando origem à Cidade dos Esportes: a Arena Olímpica do Rio, o Parque Aquático Maria Lenk e o Velódromo da Barra. A pista original do autódromo sofreu apenas uma pequena alteração, com a remoção de uma curva para contornar a Arena Olímpica. Os trechos próximos às arenas, no entanto, deixaram de ser usados por questões de segurança, e foi criado um novo circuito, menor, utilizando trechos do traçado original mais distantes das construções.[carece de fontes?]
A candidatura do Rio de Janeiro a sede dos Jogos Olímpicos e Paralímpicos de Verão de 2016 já previa a desativação definitiva do autódromo para a construção de novas arenas e a formação do Parque Olímpico.

### Construção
Após o anúncio da cidade-sede, em outubro de 2009, foi iniciada uma concorrência internacional para a escolha do projeto do parque. A proposta vencedora, do escritório AECOM, foi anunciada em agosto de 2011. Sete novas arenas ficariam dispostas ao longo da Via Olímpica, um grande corredor de circulação, com mirantes e terraços, que cortaria o parque em toda a sua extensão latitudinal, num desenho de curvas inspirado no calçadão da Praia de Copacabana.
A construção foi contratada em várias licitações separadas. A principal, para a construção da Via Olímpica, das 3 Arenas Cariocas, das redes de infraestrutura e dos prédios onde ficariam os hotéis, o IBC e o MPC, foi realizada em março de 2012 e vencida pelo consórcio Rio Mais, formado pelas empreiteiras Odebrecht (atual OEC), Andrade Gutierrez e Carvalho Hosken. Essa licitação seguiu o modelo de parceria público-privada, com os custos de construção totalmente bancados pelo consórcio, que em troca mesmo sem a população carioca ser consultada poderá construir edifícios em parte da área do parque.
Em dezembro de 2011, a Confederação Brasileira de Automobilismo pediu a impugnação do edital de construção, alegando que a cessão da área para a construção do Parque Olímpico foi condicionada à construção e entrega de um novo autódromo de padrão internacional. Em janeiro de 2012, a Justiça acatou o pedido da confederação e suspendeu o processo licitatório. Após quatro meses de discussões, a Prefeitura anunciou que o mesmo consórcio responsável pela construção do parque faria também um novo autódromo, no bairro de Deodoro, que também receberia novas instalações olímpicas. Até fevereiro de 2017, no entanto, não havia sequer um local definido para o novo autódromo.[carece de fontes?]
A construção teve início no dia 6 de julho de 2012. Essas construções foram responsáveis pela remoção de 22 mil famílias. As arenas foram entregues entre 2015 e o primeiro semestre de 2016, e o parque foi aberto pela primeira vez ao público olímpico em 6 de agosto de 2016 na inauguração dos Jogos Olímpicos de 2016.

### Pós-Olimpíada
Após o encerramento dos Jogos Olímpicos e Paralímpicos de 2016, o Parque Olímpico permaneceu fechado por 4 meses para a transformação da Via Olímpica em um parque público, com a construção de jardins, quadras e outros equipamentos de lazer para uso da população. Nesse período, também foi erguido o Muro dos Campeões, um monumento na entrada do parque registrando cada uma das 2.568 medalhas distribuídas durante os Jogos Olímpicos e Paralímpicos. O parque também recebeu o monumento Cidade Olímpica, que durante todo o ano de 2016 ficou exposto na Praça Mauá, uma das principais áreas do Boulevard Olímpico e símbolo da transformação da cidade durante a preparação para os Jogos.
A abertura da nova área de lazer ocorreu no dia 21 de janeiro de 2017. O parque chegou a receber dois eventos durante o período de adaptação: o desafio de natação Raia Rápida, em 25 de outubro de 2016, e o festival de música sertaneja Villa Mix, em 13 de novembro.
Em setembro de 2017, o Parque Olímpico foi sede do festival Rock in Rio. Ao longo do ano, devem ter início as obras de desmontagem da Arena do Futuro, que será transformada em 4 escolas públicas, e do Estádio Aquático Olímpico, que terá as piscinas transferidas para outras regiões da cidade. Em fevereiro de 2017 foram dados os primeiros passos para o funcionamento do Centro Olímpico de Treinamento, sob gestão do Ministério do Esporte. Além disso, a Prefeitura do Rio anunciou que já está em andamento a transformação da Arena Carioca 3 em uma escola pública.

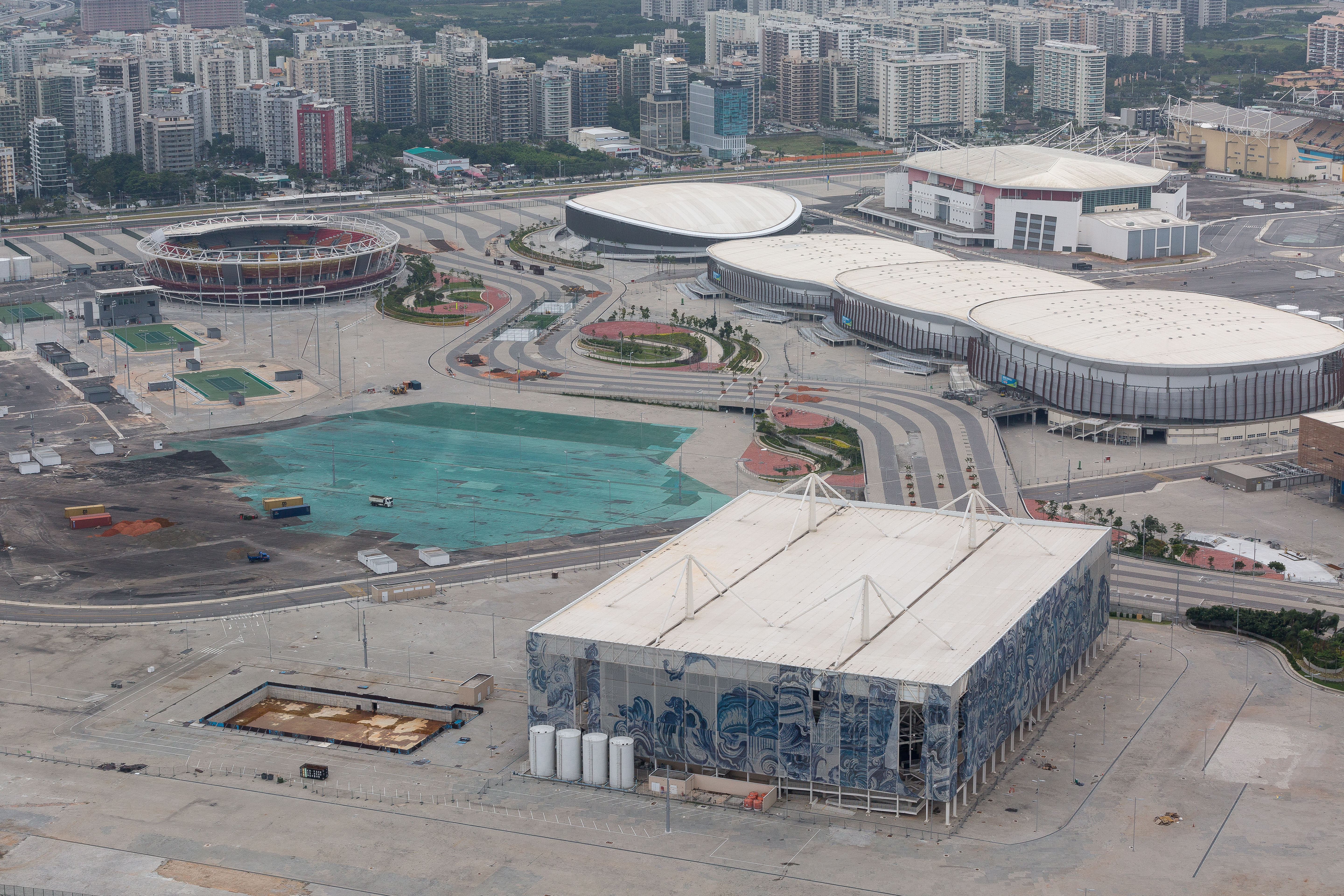
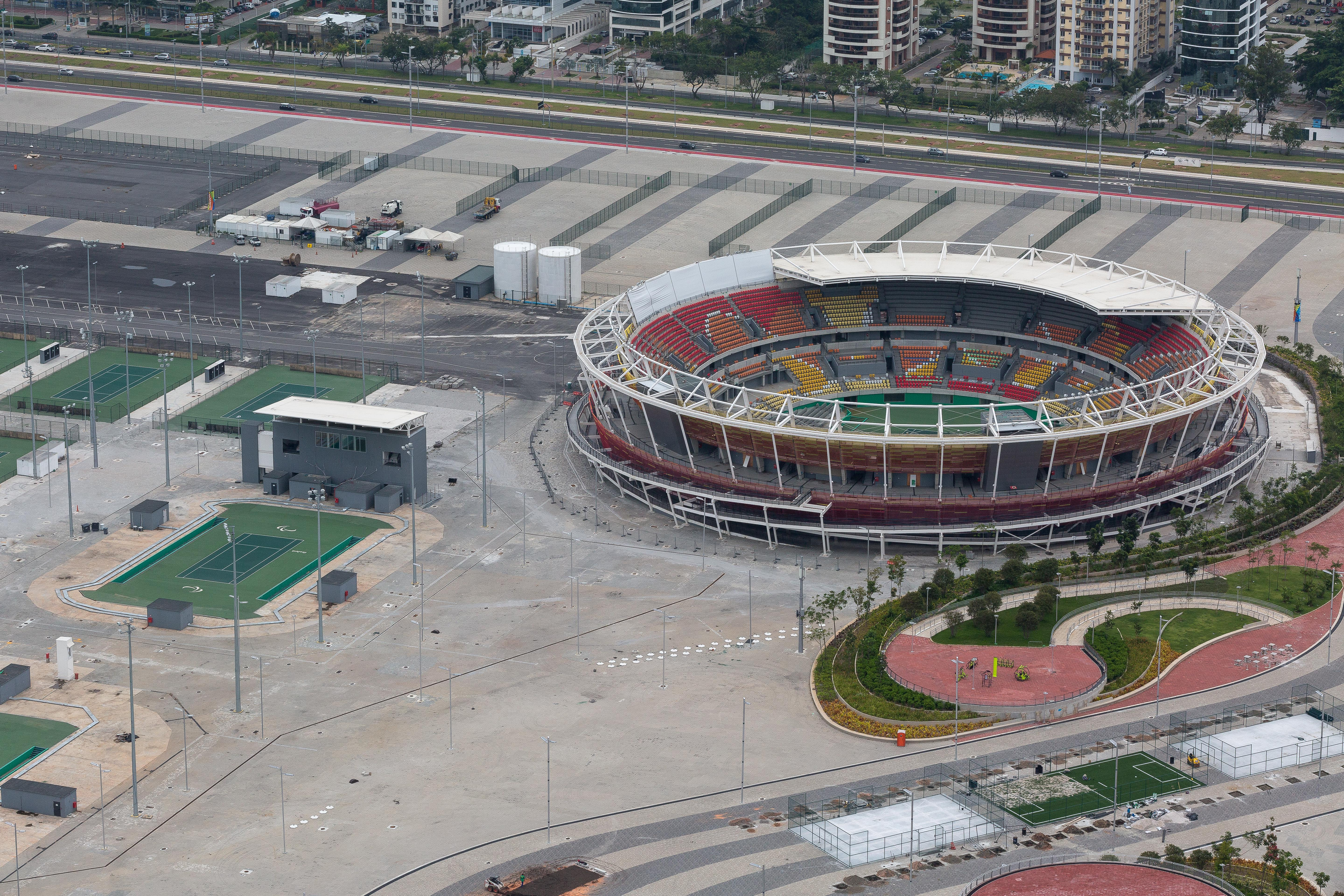
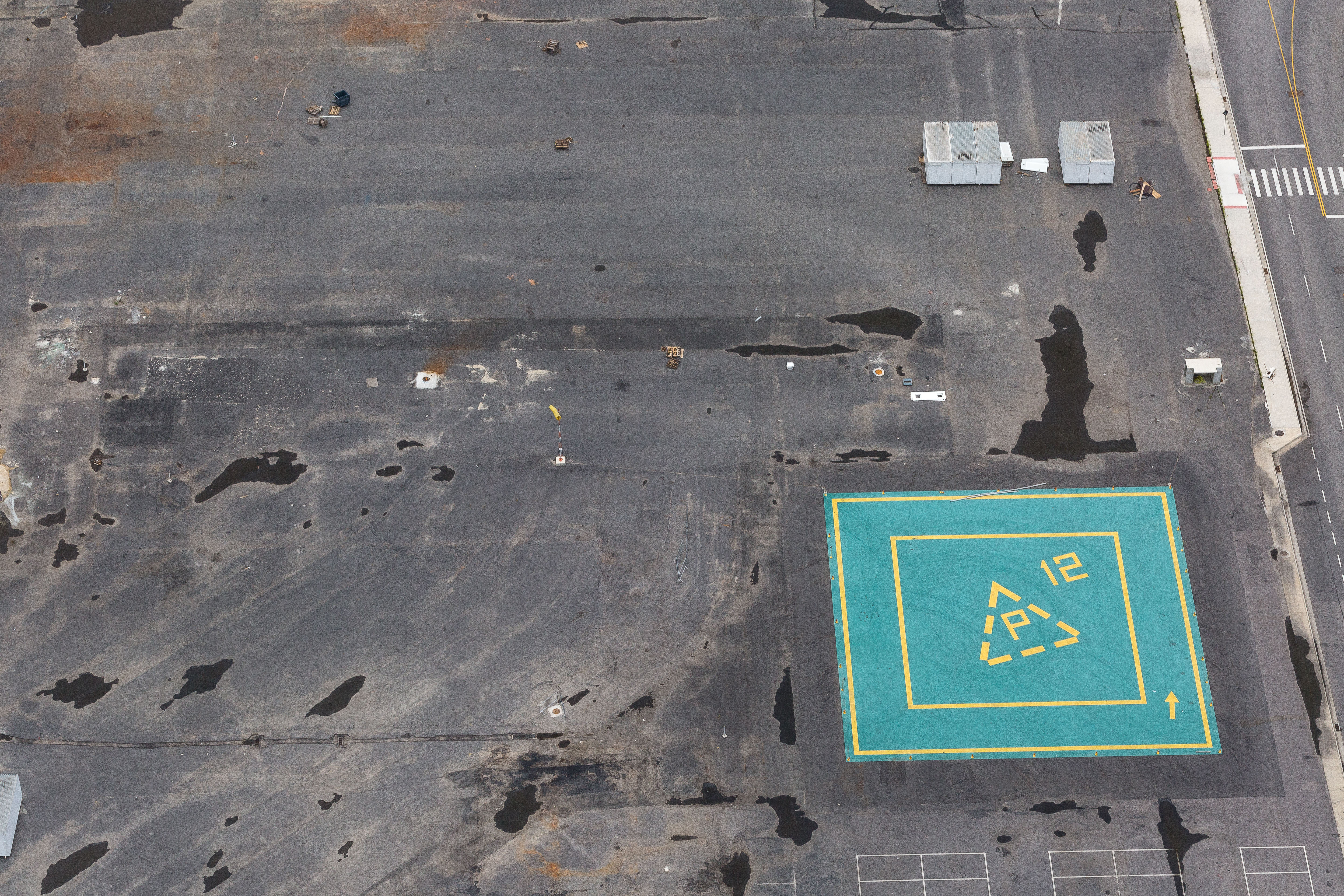
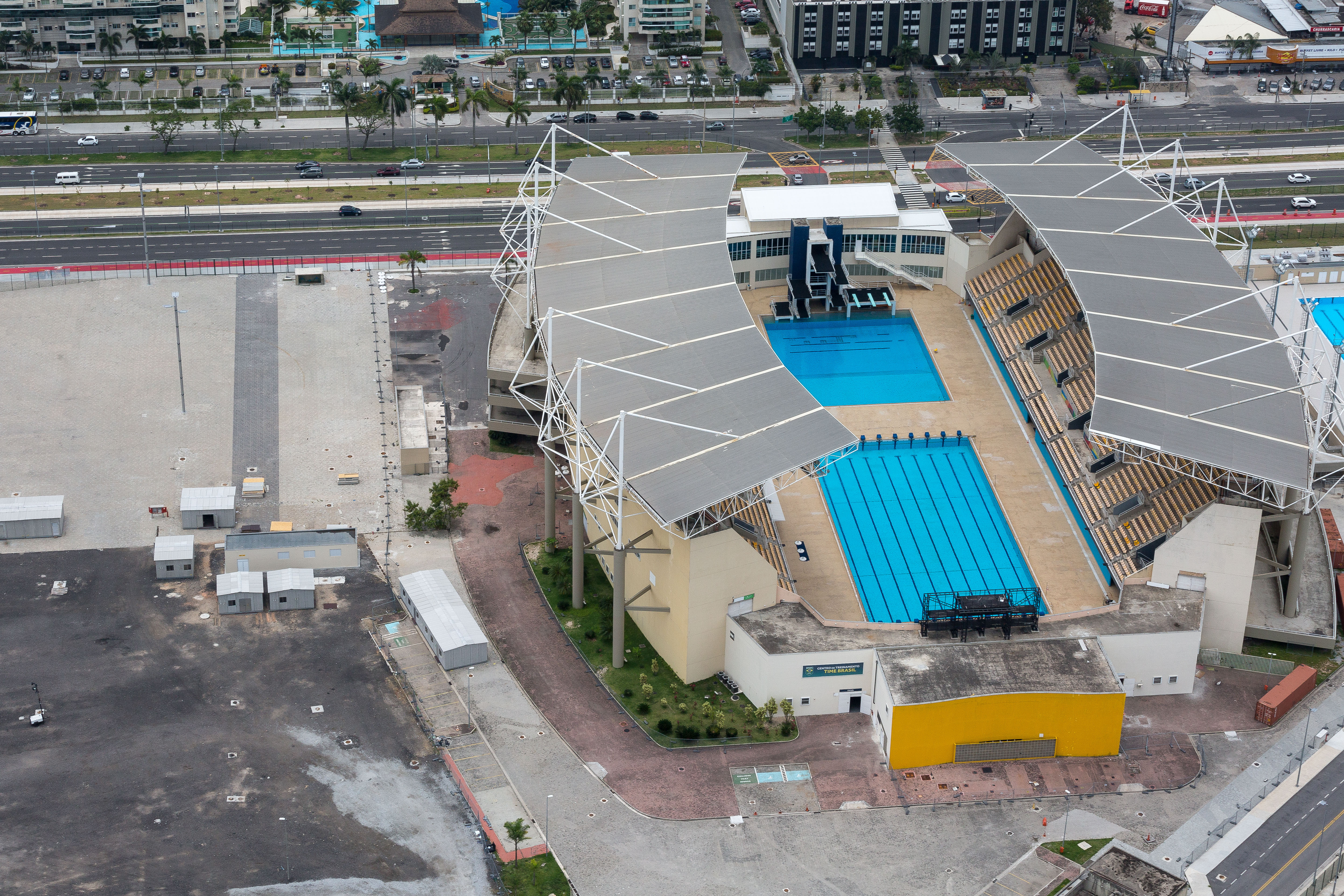

## Instalações

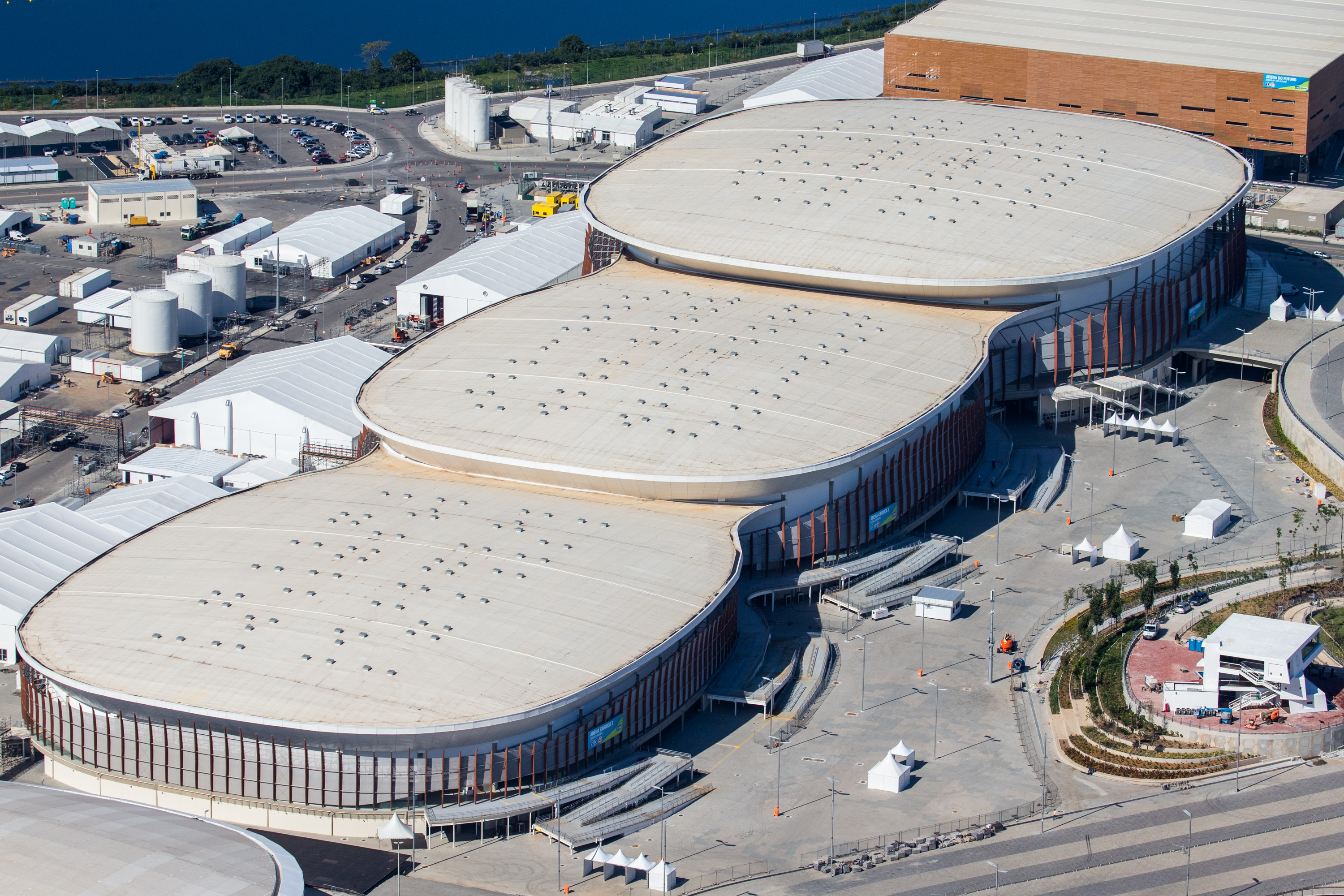
Arenas Cariocas 3, 2 e 1, e a Arena do Futuro ao fundo

### Arenas
O parque possui 5 arenas esportivas permanentes capazes de receber competições e público, que juntas possuem capacidade para 48 mil espectadores:
- Arena Carioca 1 (capacidade: 16.000 pessoas)
- Arena Olímpica do Rio (12.000 pessoas)
- Estádio Maria Esther Bueno (10.000 pessoas)
- Parque Aquático Maria Lenk (5.000 pessoas)
- Velódromo (5.000 pessoas)

O Centro Olímpico de Tênis, do qual faz parte o Estádio Maria Esther Bueno, conta ainda com 8 quadras auxiliares, sendo uma delas preparada para receber arquibancadas temporárias com capacidade para 3.000 espectadores.
Além destas arenas, há outras duas menores, utilizadas apenas para treinamento. Elas chegaram a receber competições e público nos Jogos Olímpicos e Paralímpicos, contando cada uma com 10.000 lugares em arquibancadas temporárias:
- Arena Carioca 2, parte do Centro Olímpico de Treinamento
- Arena Carioca 3, a ser transformada em escola municipal do modelo Ginásio Experimental Olímpico

Durante os Jogos Olímpicos e Paralímpicos de 2016, o parque contou também com duas arenas temporárias:
- Arena do Futuro (capacidade: 12.000 pessoas)
- Estádio Aquático Olímpico (15.000 pessoas)

O projeto do parque ainda prevê a construção, após os Jogos Olímpicos e Paralímpicos, de uma pista de atletismo e um alojamento para atletas, na área entre a Arena Olímpica do Rio e as Arenas Cariocas, como parte do Centro Olímpico de Treinamento.

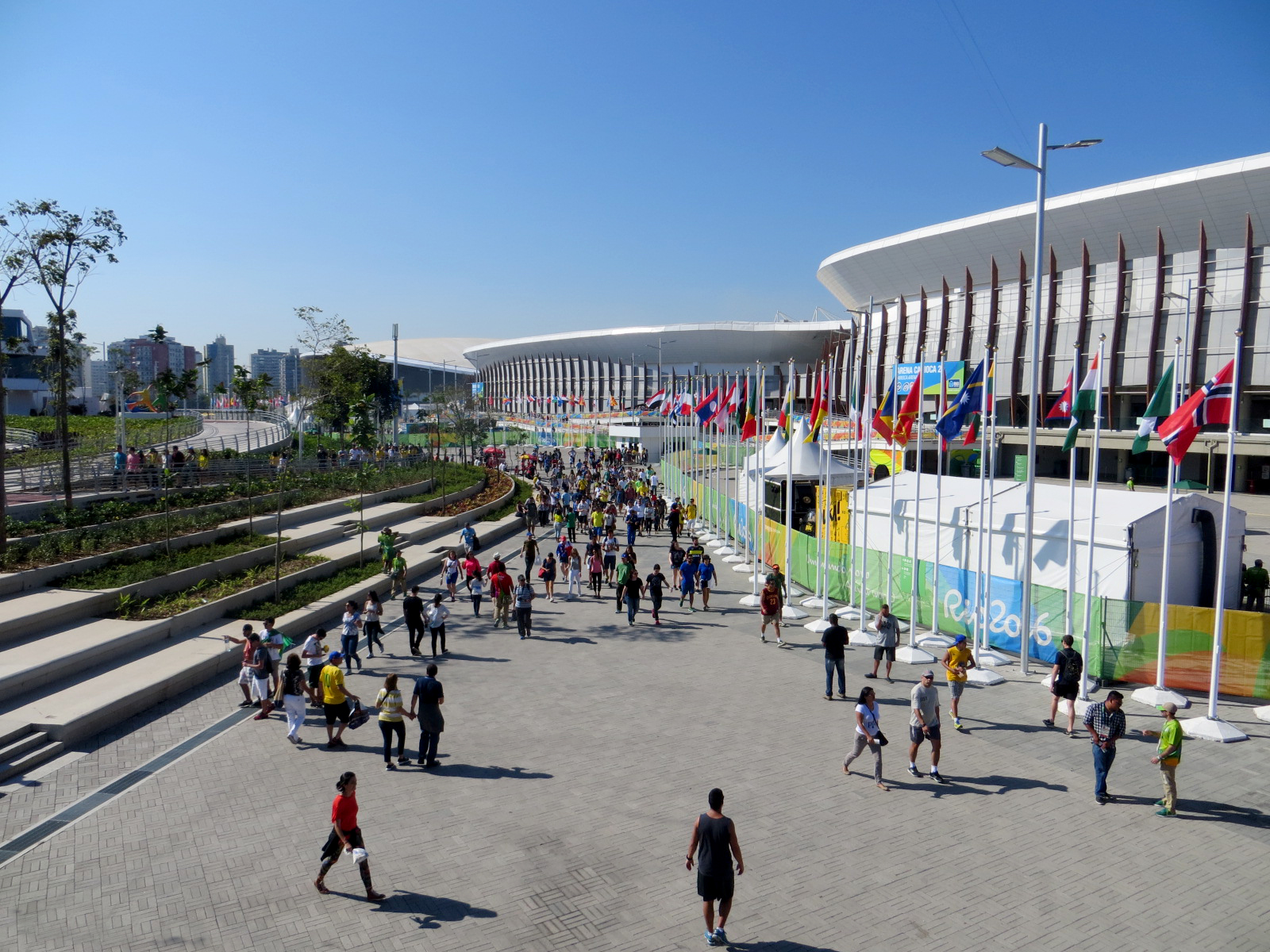
Uma das ruas do parque

### Via Olímpica

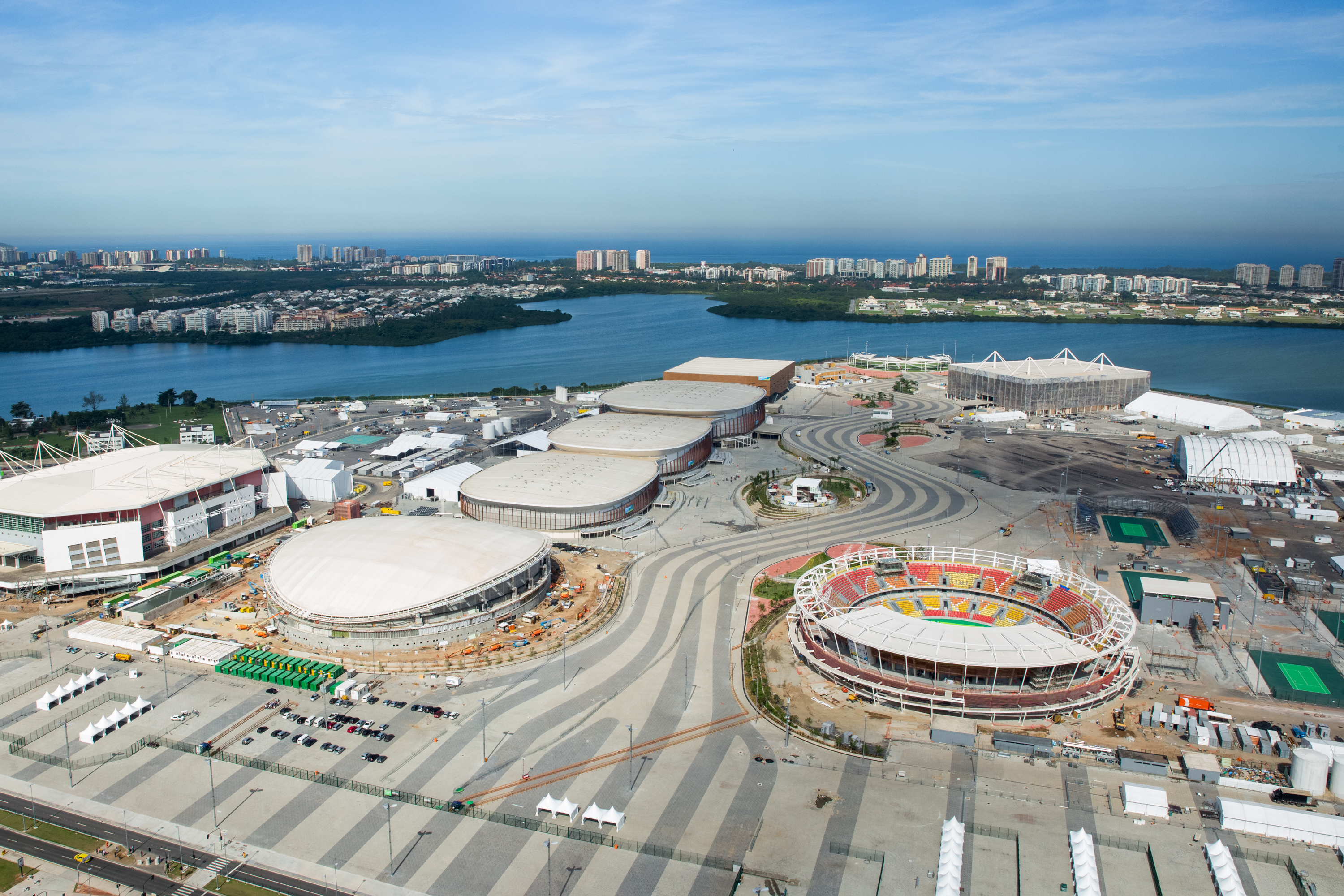
Vista aérea do Parque Olímpico

A Via Olímpica é a principal via de circulação do parque, cruzando toda a sua extensão de norte a sul, ao longo de pouco mais de 1 quilômetro. Seu formato, em curvas, foi inspirado no calçadão da Praia de Copacabana. A via conta com 2 terraços e 5 pequenas praças. Durante os Jogos Olímpicos e Paralímpicos, um desses terraços abrigou os estúdios da Rede Globo e do SporTV, e numa das praças ficou exposta a escultura dos anéis olímpicos.
Após os Jogos, as praças receberam equipamentos esportivos para uso da população, como pista de skate, mesas de ping pong e parquinhos infantis. Além disso, no centro da Via Olímpica foram construídas duas quadras poliesportivas e um campo de futebol de grama sintética. Um dos terraços ganhou uma Academia da Terceira Idade.
No início da Via Olímpica, próximo à entrada do parque, foi erguido o Muro dos Campeões, um monumento que registra cada uma das 2.568 medalhas distribuídas durante os Jogos Olímpicos e Paralímpicos.
A Via Olímpica foi reaberta ao público pela primeira vez após os Jogos em 21 de janeiro de 2017, funcionando como um parque público, porém apenas aos finais de semana, das 8h às 18h.

### Outros
- Centro Internacional de Transmissão
- Centro Principal de Mídia
- Terminal Centro Olímpico
- Hotel Courtyard by Marriott
- Hotel Residence Inn by Marriott

### Infraestrutura
O Parque Olímpico possui 104 quilômetros de redes subterrâneas, sendo:
- Incêndio – 6,5 km
- Telecomunicações – 27,5 km
- Esgoto – 6,8 km
- Energia – 13,8 km
- Água – 11,2 km
- Drenagem – 10,7 km
- Gás – 5,5 km
- Iluminação Pública – 22,2 km